# Place de la Canourgue
Ne doit pas être confondu avec La Canourgue.
La place de la Canourgue est la plus vieille place de Montpellier.

## Situation et accès
La place est située dans le sous quartier de l'Écusson, le centre historique de la ville, appartenant au quartier Centre-Ville. D'une longueur de 100 mètres pour une largeur de 35 mètres, représentant 2 895 m2. Elle possède cinq rues d’accès, trois sur sa partie sud-ouest, une sur sa partie nord-est qui donne accès à deux escaliers qui montent à la place et une qui arrive au milieu de la place en longeant l'hôtel Richer de Belleval. De forme rectangulaire, elle est délimitée par la rue Saint-Pierre au nord-est, la rue de l'Hôtel-de-Ville à l'est, la rue du Palais-des-Guilhem au sud-ouest et la rue Sainte-Croix à l'ouest.
La ligne des transports en commun de Montpellier la plu proche est la ligne 4 du tramway à la station Peyrou - Arc de Triomphe. Des stations Vélomagg' et Modulauto sont disponibles sur la rue Foch en face du palais de justice.

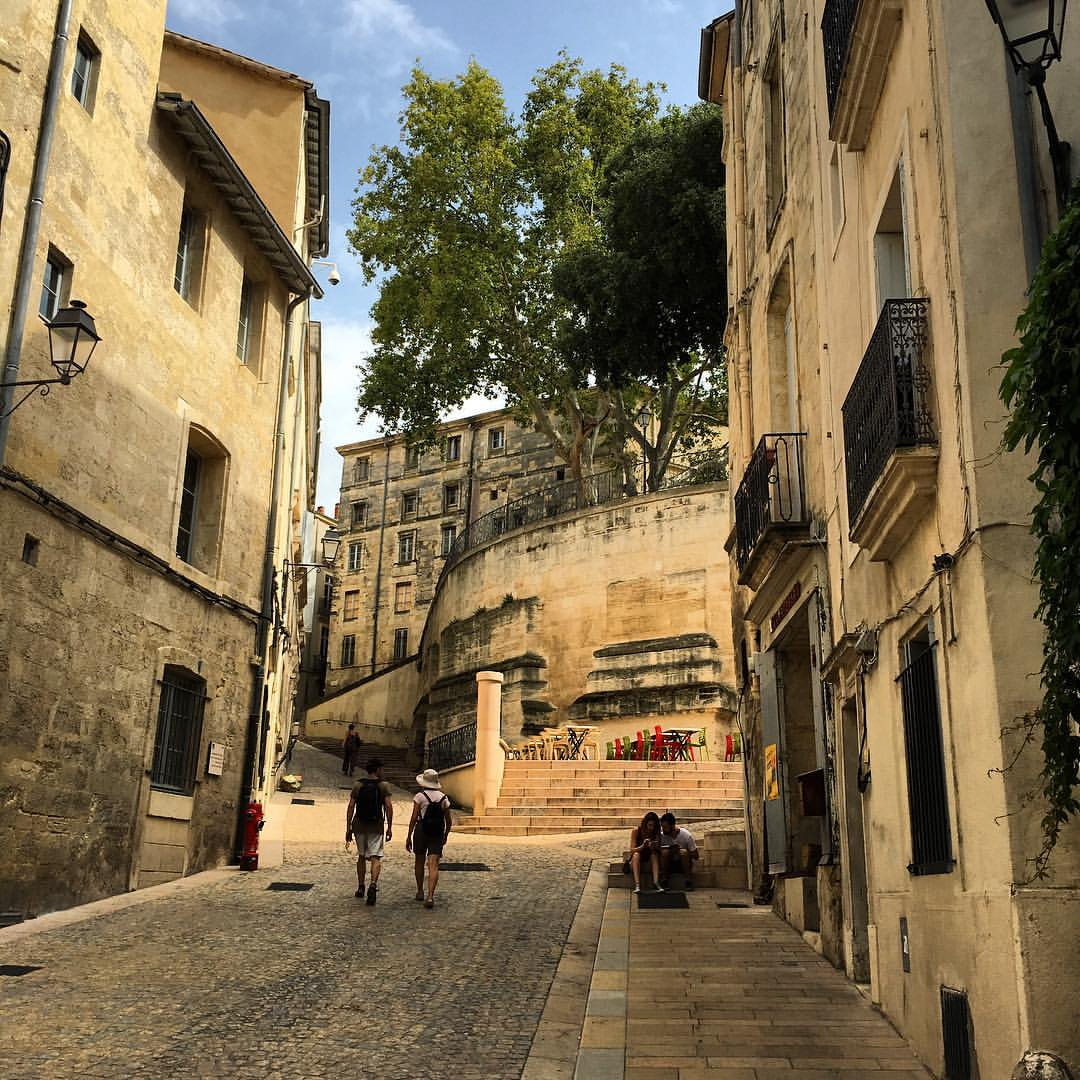
Accès nord-est de la place de la Canourgue, par deux escaliers
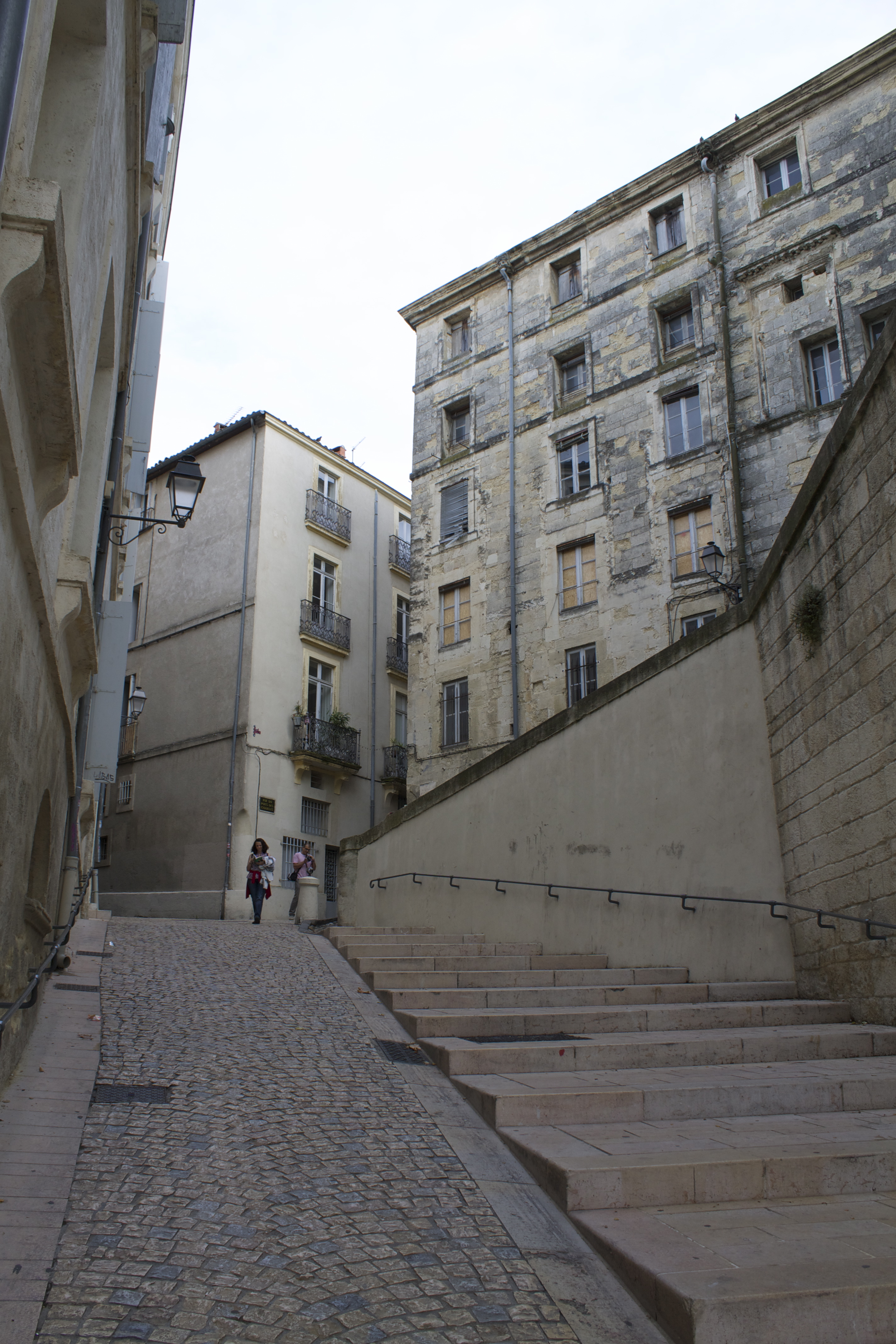
Accès par la rue Saint-Pierre (nord-est)
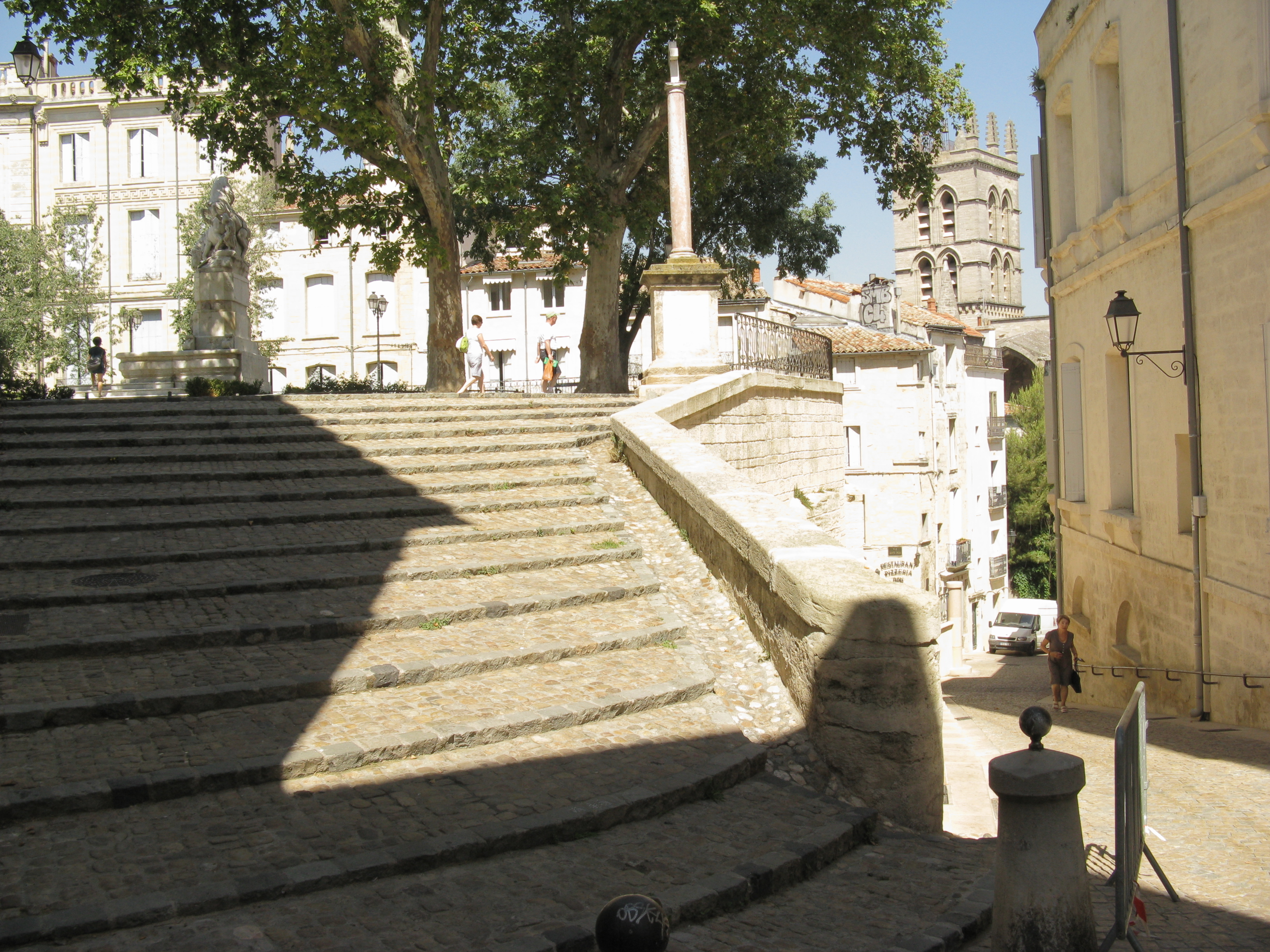
Accès par la rue Saint-Pierre (nord-est)

## Origine du nom
Le terrain de la place de la Canourgue appartenaient autrefois au chapitre de Saint Pierre : d'où le nom de Canourgue, mot occitan désignant un chapitre canonial.

## Historique
La place prend forme entre le 30 novembre 1601 et l'année 1629, après l'abandon du chantier d'une nouvelle cathédrale, sur les ruines d'une ancienne église.

### Oratoire de Guilhem VI
En 1129, Guilhem VI, le seigneur de Montpellier, choisit la colline où est placée l'actuelle place de la Canourgue pour sa situation dominante ainsi que la vue imprenable qu’elle donne et il y fait construire son palais résidentiel et un oratoire. Guilhem VI y dépose, à son retour de Palestine, un morceau de la Vraie Croix et plusieurs autres reliques qu’il a ramenées de Terre Sainte. Cet oratoire disparaît en 1562, au cours des guerres de Religion,.

### Chapelle
La confrérie des Pénitents blancs achète le sol et les ruines le 18 novembre 1604, et fait construire un nouveau sanctuaire de style roman. Dans la nuit du 16 au 17 décembre 1621, au cours des guerres de Religion, la chapelle est à nouveau détruite. Sous l’église se trouvait une crypte où reposaient des nobles montpelliérains.
Les Pénitents blancs renoncent à relever les ruines et préfèrent placer la croix sur stèle en mémoire de l’oratoire de Guilhem VI, appelé aussi oratoire de la Sainte-Croix.

### Cathédrale
L'évêque de Montpellier, Pierre de Fenouillet, conçoit le projet d’ériger sur cette place une nouvelle cathédrale. Les travaux commencent vers 1623 ; en 1626, le quartier est en grande partie démoli pour ménager un espace suffisant. Mais la construction est interrompue en 1629 sur l’ordre du cardinal de Richelieu qui ordonne plutôt la restauration de la cathédrale Saint-Pierre,,.

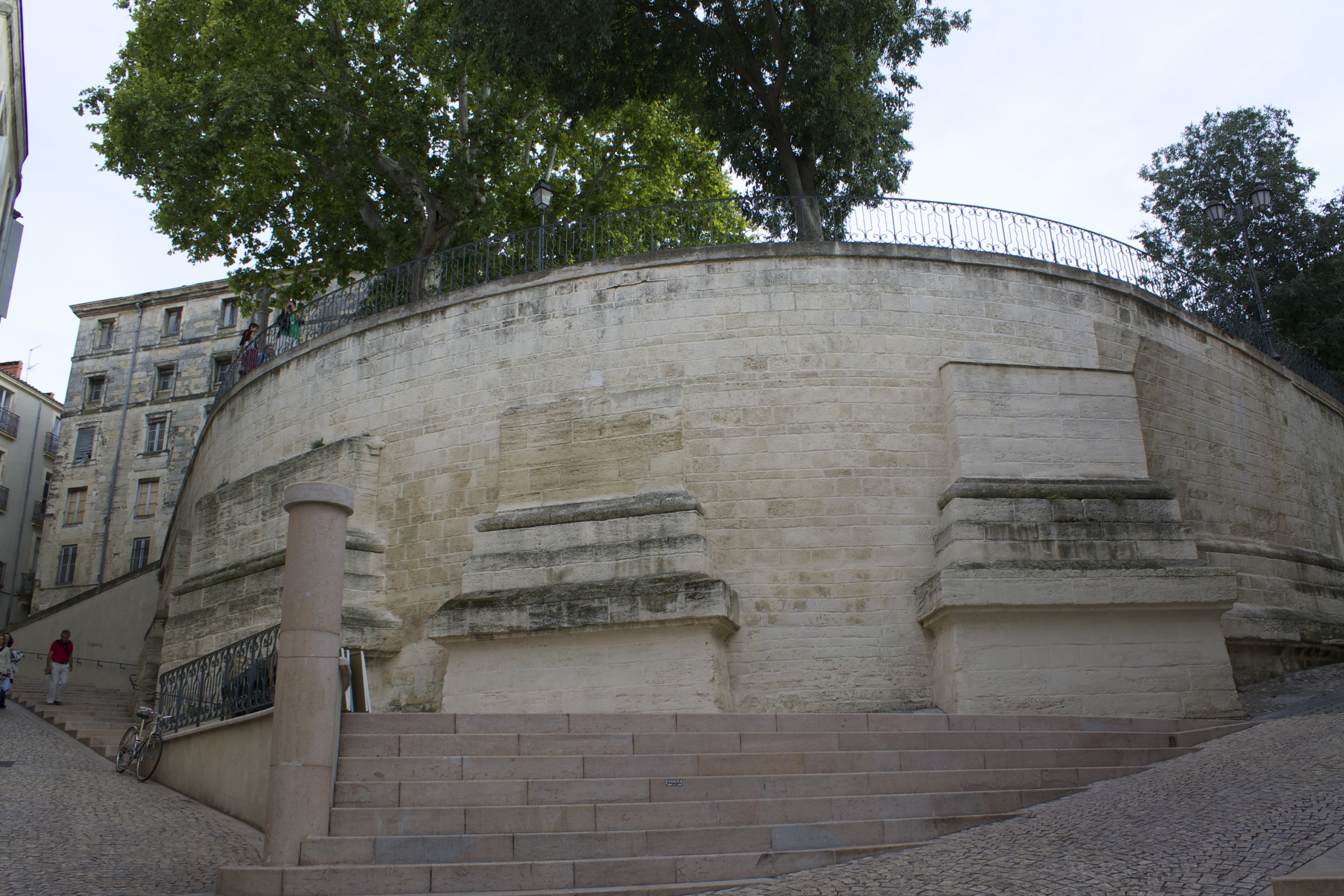
Reste des fondations visibles de la cathédrale qui devait être construite.

### Place
En 1665 la place est réaménagée. En 1676, les maisons restantes sont agrandies, reliées et réaménagées par Charles de Boulhaco, conseiller à la cour des comptes. Il y fait aussi bâtir son hôtel particulier.

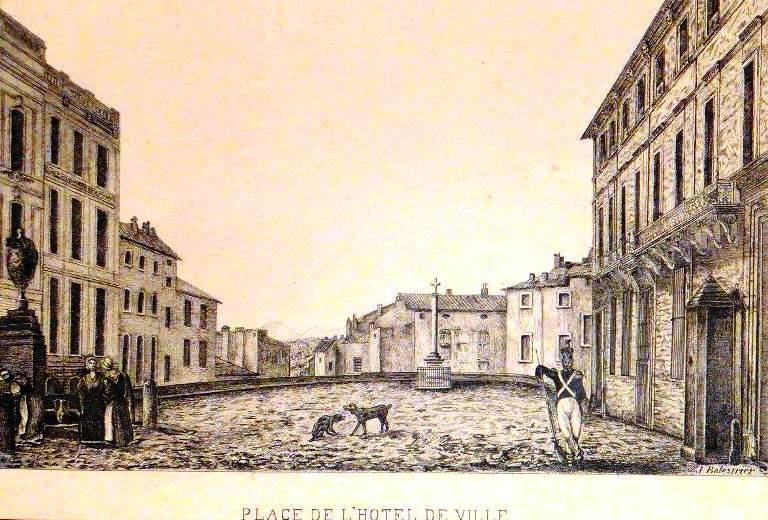
La place de la Canourgue au début du XIXe siècle.

En 1816, l'hôtel de ville déménage de la place Jean-Jaurès à la place de la Canourgue dans l'hôtel Richer de Belleval. De 1855 à 1859, la mairie de Montpellier achète trois maisons pour les démolir et agrandir la place et y créer un square. En 1863, la fontaine des Licornes est transférée place de la Canourgue.
Le 31 janvier 1867, le conseil municipal vote le budget nécessaire à la création d'un nouveau square et d'un bassin avec jet d’eau devant la fontaine des Licornes. Le 3 janvier 1868, le maire demande des bornes en pierre froide, hautes de un mètre dix et réunies entre elles par une chaîne de fer sur le square. En 1964, ces bornes seront supprimées. La mairie quitte la place de la Canourgue en 1975 et déménage dans ses nouveaux locaux proches du Polygone.

### De nos jours
De 2019 à 2020, la place est rénovée en collaboration avec l’architecte des bâtiments de France, en même temps que l'hôtel Richer de Belleval.

### Fouilles
Lors de fouilles, un bénitier de l'oratoire Sainte-Croix a été trouvé ainsi que des pierres tombales.

## Bâtiments remarquables et lieux de mémoire

### Fontaine des Licornes
C'est en l'honneur du marquis de Castries, vainqueur de la bataille de Clostercamp où il défit le prince de Brunswick en 1760, que la fontaine est érigée. Elle est dessinée par l'architecte de la ville Jacques Donnat en 1773 et sculptée par Étienne Dantoine. La fontaine a d'abord été mise sur la place des États de Languedoc qui est l'actuelle place Jean-Jaurès. Mais le maire David-Jules Pagézy la fait déménager en 1863 sur la place de la Canourgue.
Elle représente des chevaux marins ou licornes dressées, au-dessus d'un bas-relief où figure la bataille de Clostercamp.
La fontaine est inaugurée le 21 mai 1776 et  Classé MH (1963).

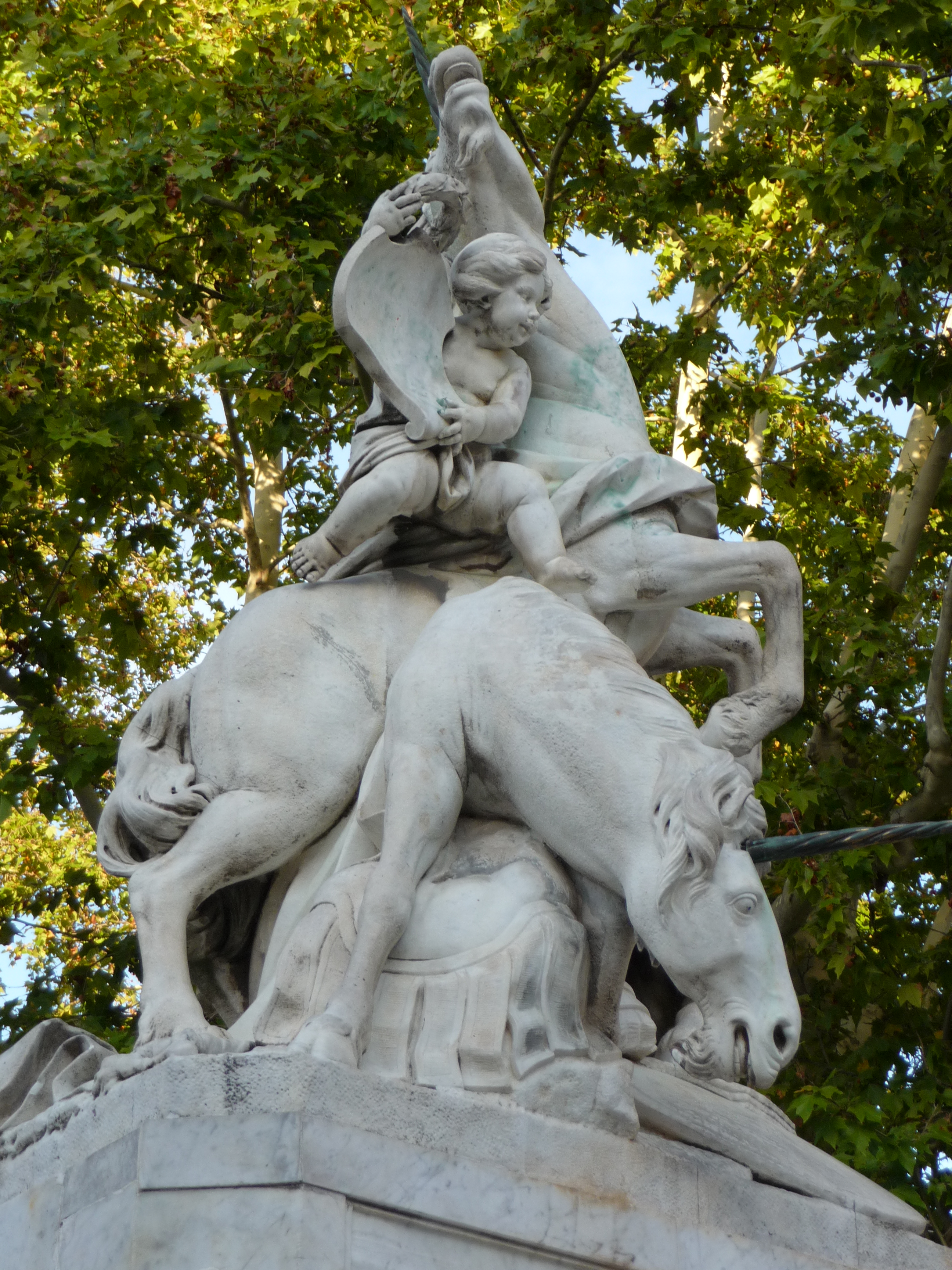
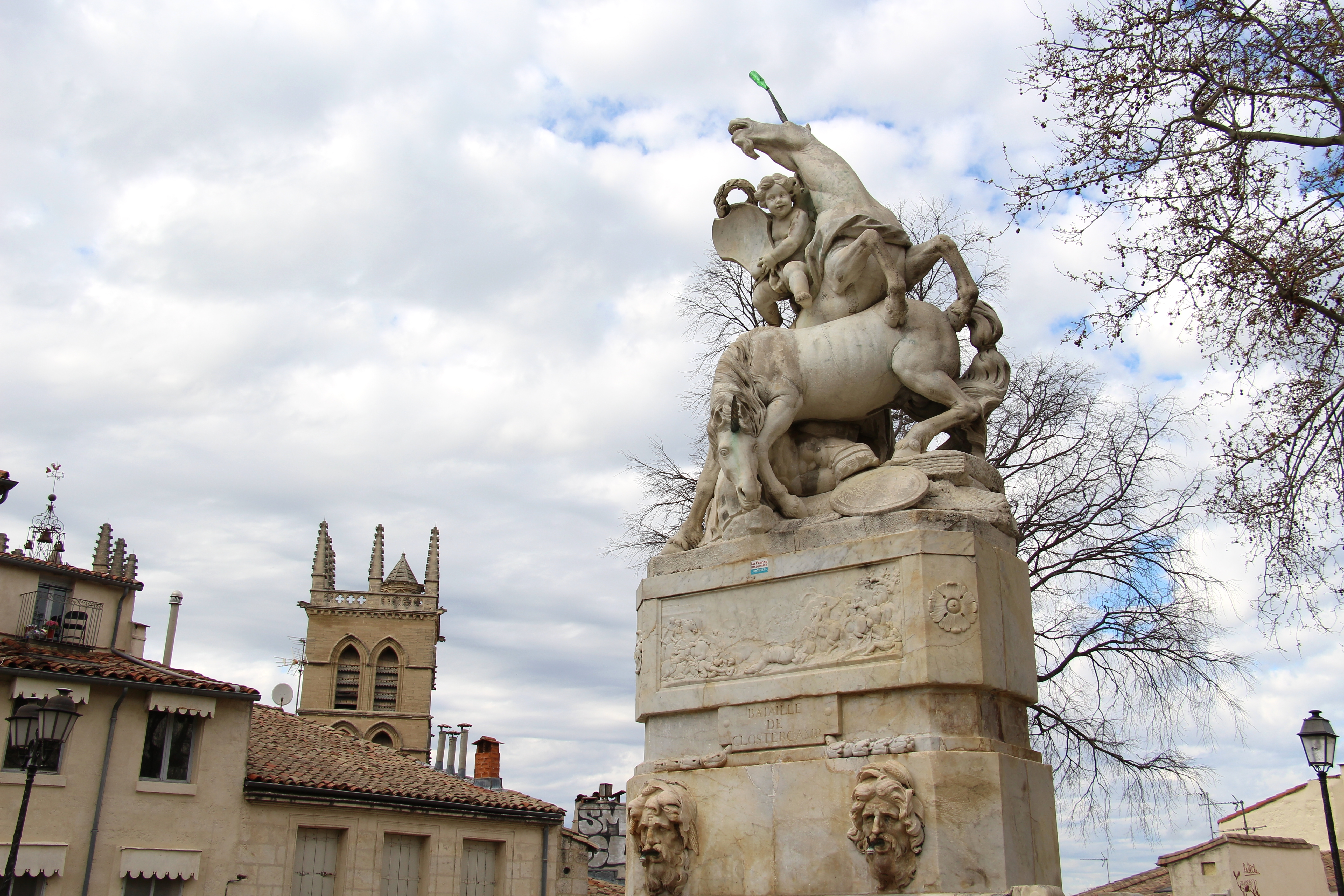
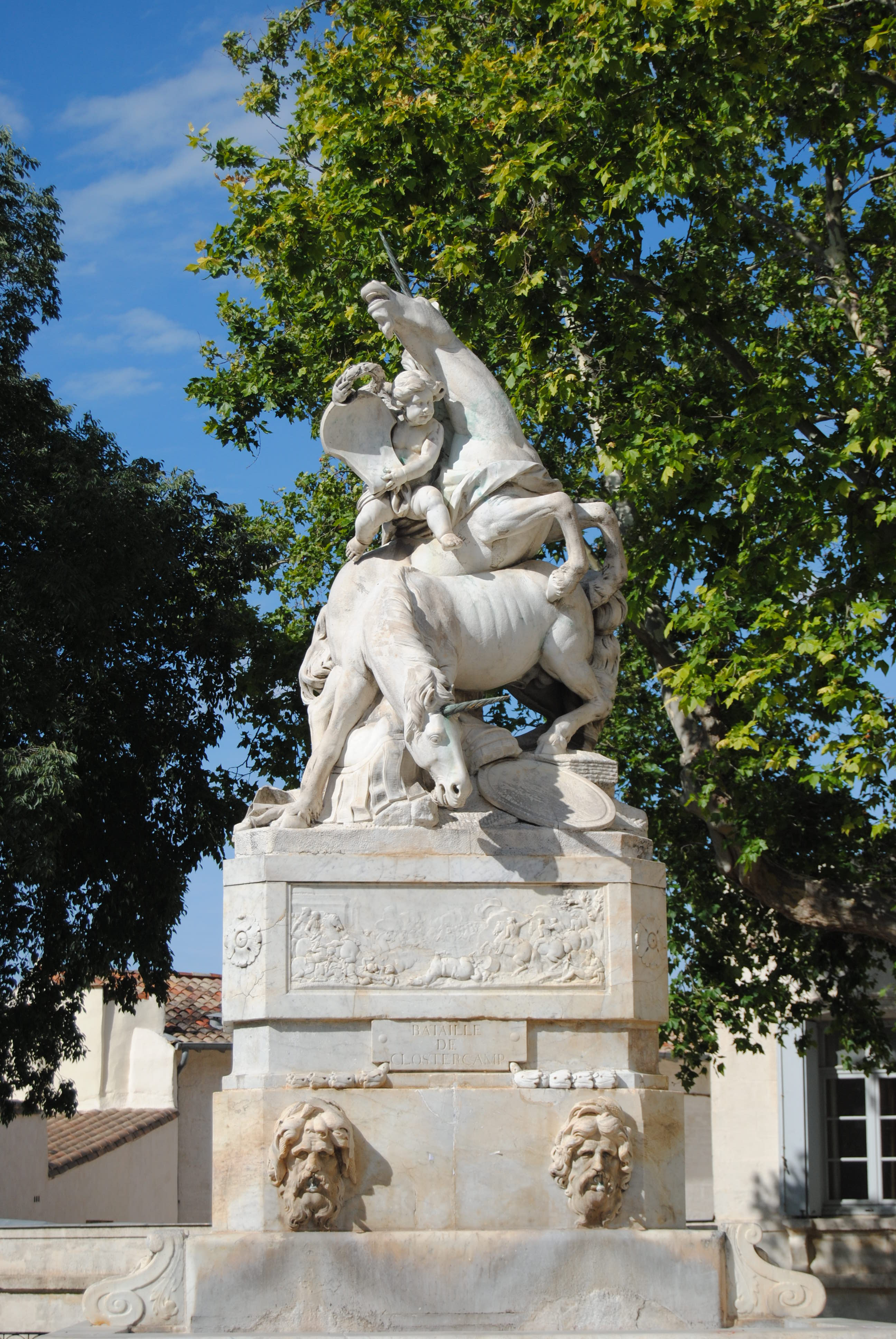

### Hôtel Richer de Belleval
L'hôtel Richer de Belleval est construit au dernier quart du XVIIe siècle par la famille de Boulhaco sur les fondations d'une ancienne habitation de chanoines. La maison a appartenu à Pierre Richer de Belleval qui en hérite, médecin du roi, et fondateur du jardin des plantes de Montpellier. C'est l’hôtel de ville de Montpellier de 1816 à 1975. Le bâtiment est  Classé MH (2015).

### Hôtel de Cambacérès-Murles
L’hôtel de Cambacérès-Murles est un hôtel particulier. Les façades, les toitures, l'ensemble du grand escalier ainsi que le petit escalier secondaire et la cave sont  Classé MH (1995).

### Hôtel de Sarret
Construit en 1636, l’hôtel de Sarret est identifiable par sa « coquille » et sa cour intérieure de style Louis XIII. Le bâtiment est  Classé MH (2012).

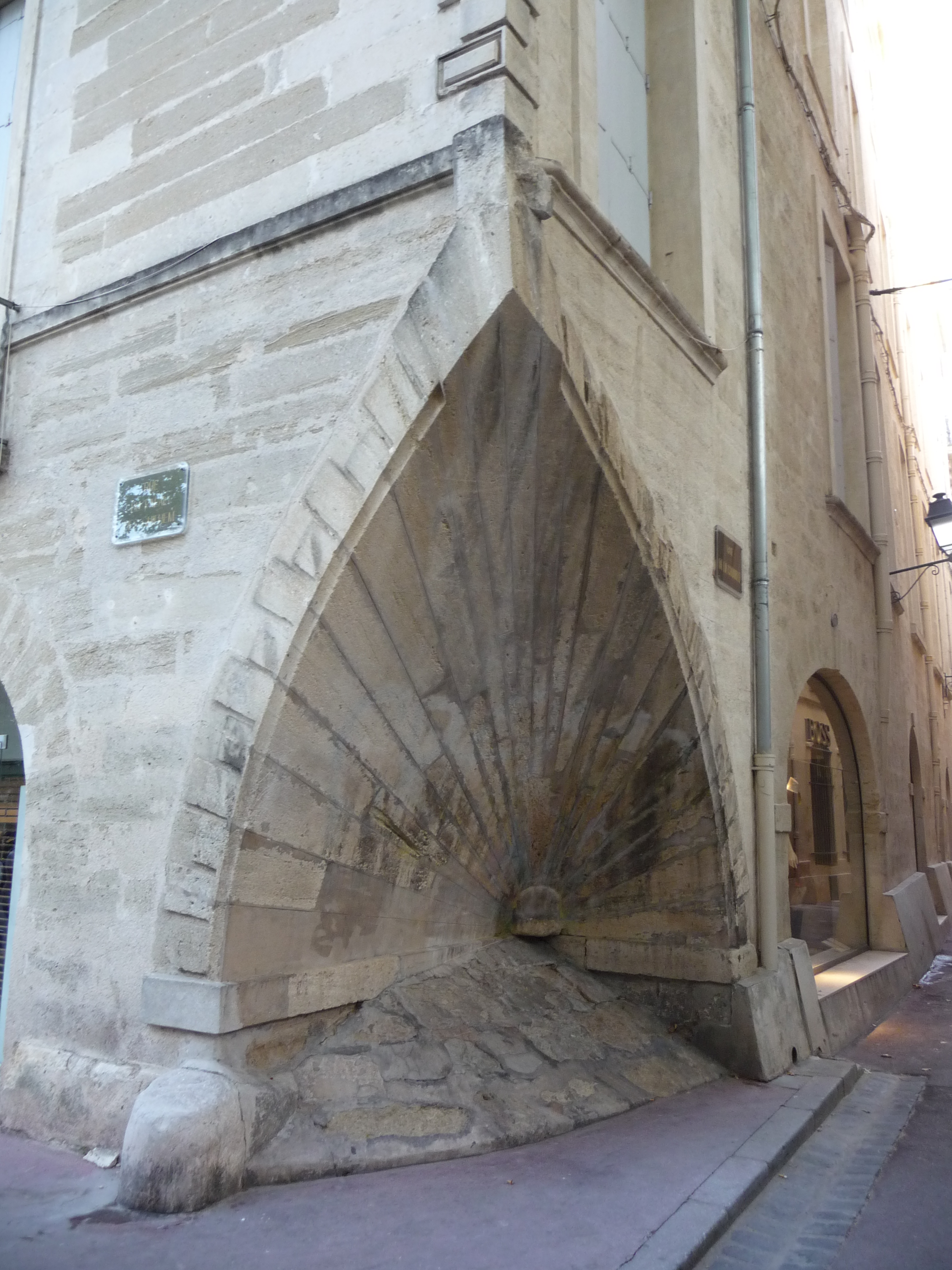
Coquille de l'Hôtel de Sarret.

### Croix sur stèle
Une première croix est placée le 30 novembre 1601 sur l'emplacement où s’élevait autrefois l’oratoire de la Sainte-Croix. Une église est construite plus tard. Dans la nuit du 16 au 17 décembre 1621, l'église est détruite, les Pénitents blancs renoncèrent à relever les ruines et décident de placer une croix sur stèle. La croix fleurdelisée sur stèle est placée le 31 octobre 1626 pour conserver le souvenir de l’oratoire de Guilhem VI. Elle est détruite en 1791 puis les Pénitents blancs en firent encore élever une nouvelle au même endroit le 13 septembre 1818.

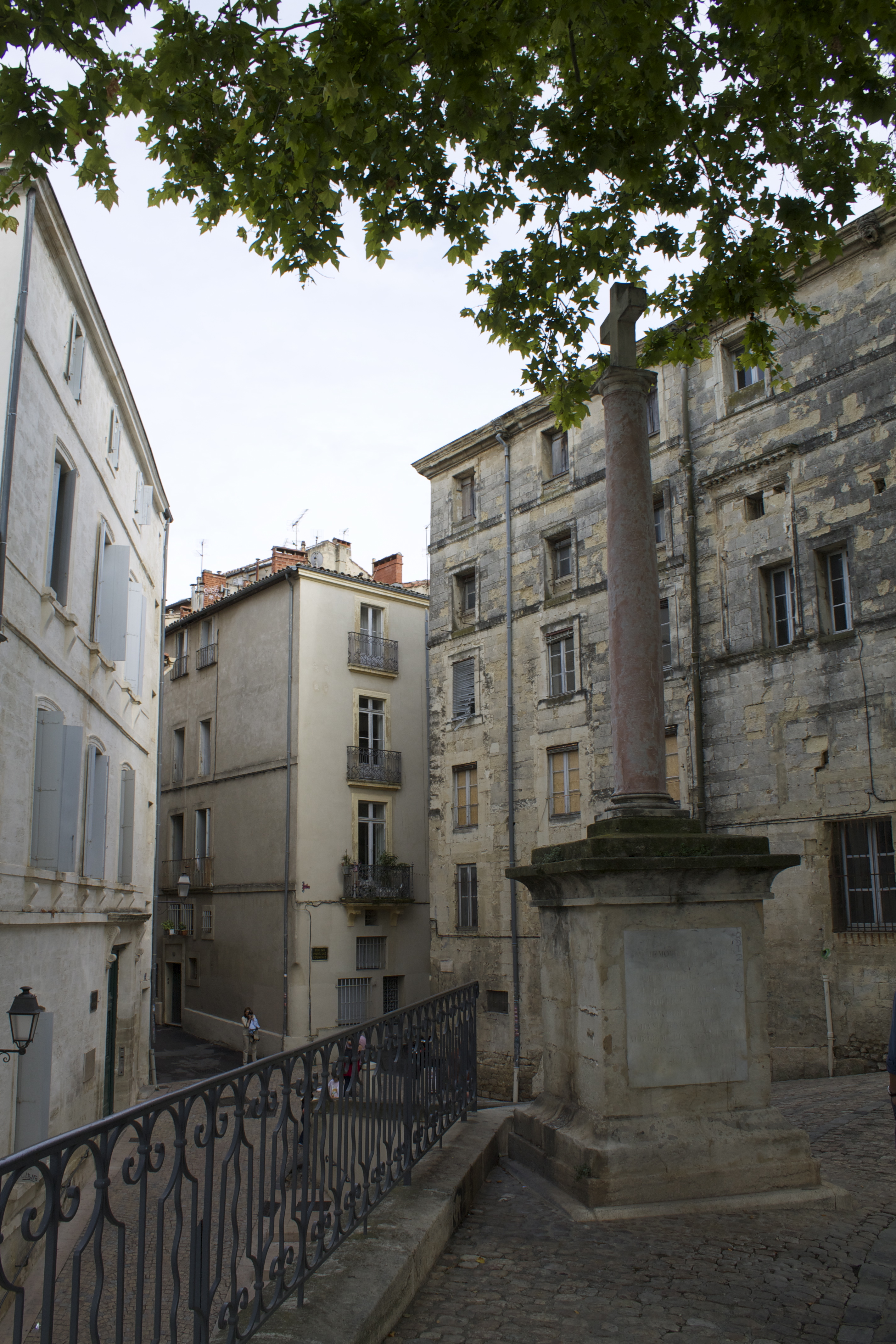
Croix sur stèle de nos jours.

### Hôtel de Rozel - Maison Plantade
Dans l'angle nord-est de la place, en haut de la rue Saint-Pierre (2 bis et 2 ter), se trouve l'hôtel de Rozel, aussi connu sous le nom de maison Plantade. Ce bâtiment appartenait depuis au moins le XIVe siècle aux moines bénédictins de la congrégation de Saint-Maur, il était alors un prieuré dépendant de l'abbaye d'Aniane. Ces moines en furent dépossédés lors des guerres de Religion. Au XVIIe siècle, des familles de notables magistrats s'y succèdent : les de Vieux, puis les de Rozel à partir de 1643. Il porte alors aussi le nom de maison de la Clotte, du nom d'une seigneurie possédée par les de Rozel. Les moines récupèrent cette maison au XVIIIe siècle, mais elle repasse ensuite entre les mains d'une famille de notables, dont le dernier propriétaire est Léon de Plantade. En 1837, elle est acquise auprès de celui-ci par la Ville de Montpellier pour y installer des écoles gratuites communales (1837 - 1850), la faculté des Lettres (1839 - 1840), puis celle des Sciences (1840 - 1890) et ensuite la Caisse d'Épargne ainsi qu'une école de commerce (depuis environ 1899). Au cours du XXe siècle, il abrite l’École de la répression des fraudes, avant d'être réhabilité au début du XXIe siècle, dans le cadre de la mission Grand Cœur votée par le conseil municipal de Georges Frêche en 2002, pour y accueillir vingt logements.
A gauche de la porte du 2 bis, une plaque commémorative fixée par la Ville de Montpellier porte l'inscription « Maison Plantade — Siège de la Faculté des Sciences de 1837 à 1890 », tandis qu'au 2 ter, une inscription au-dessus de la porte rappelle la localisation de l'institut œnologique de l'Hérault.

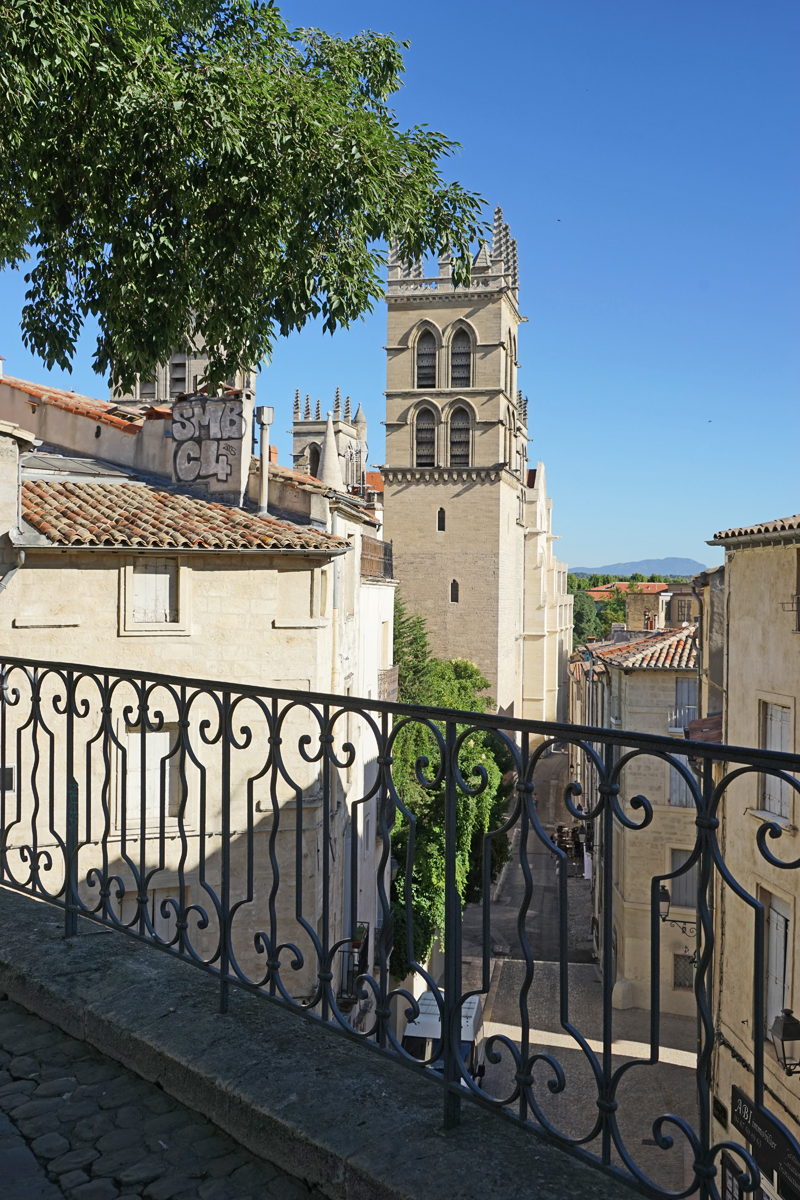
Vue de la cathédrale Saint-Pierre de Montpellier depuis la place de la Canourgue
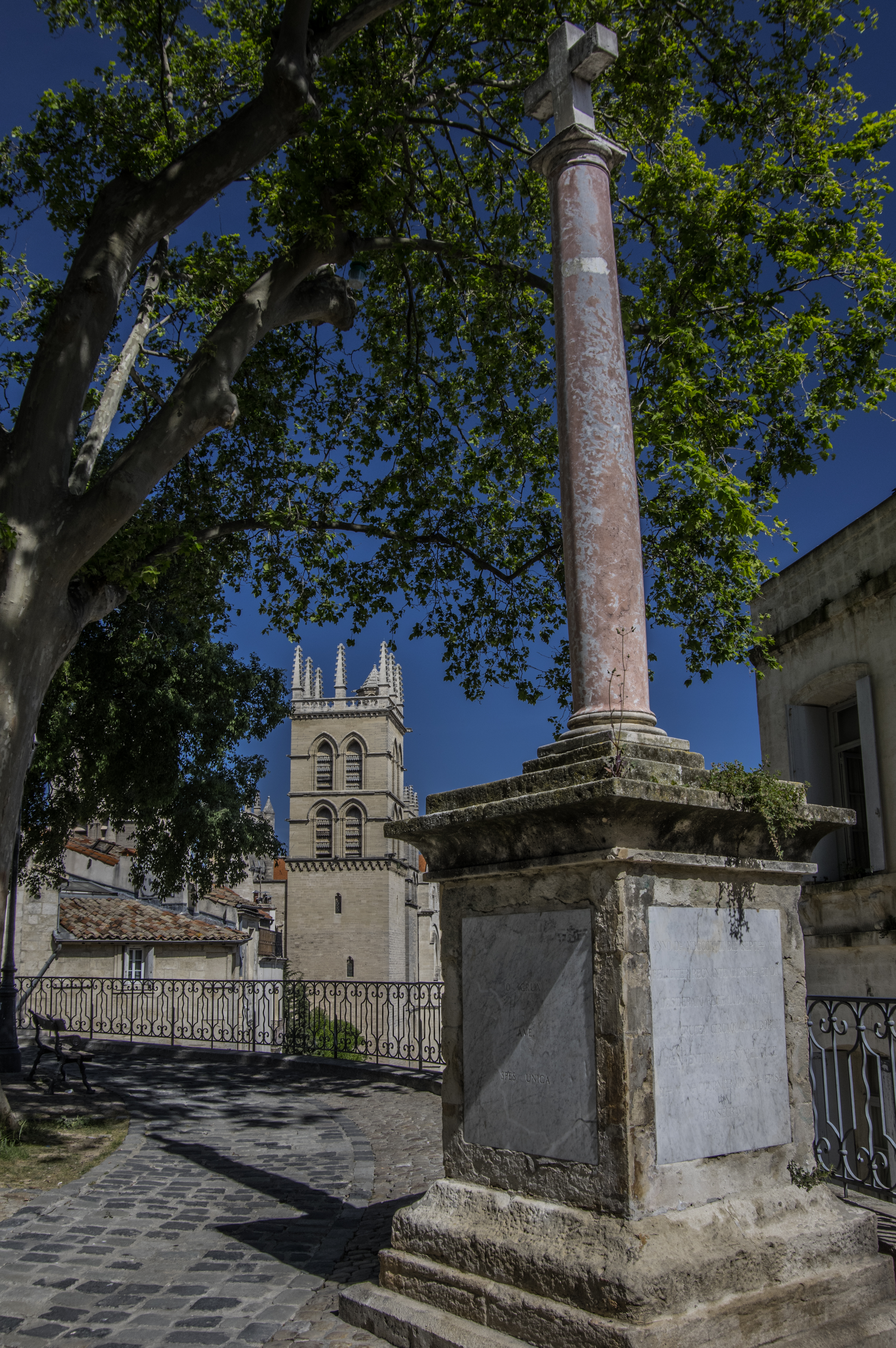
Croix sur stèle et cathédrale Saint-Pierre de Montpellier
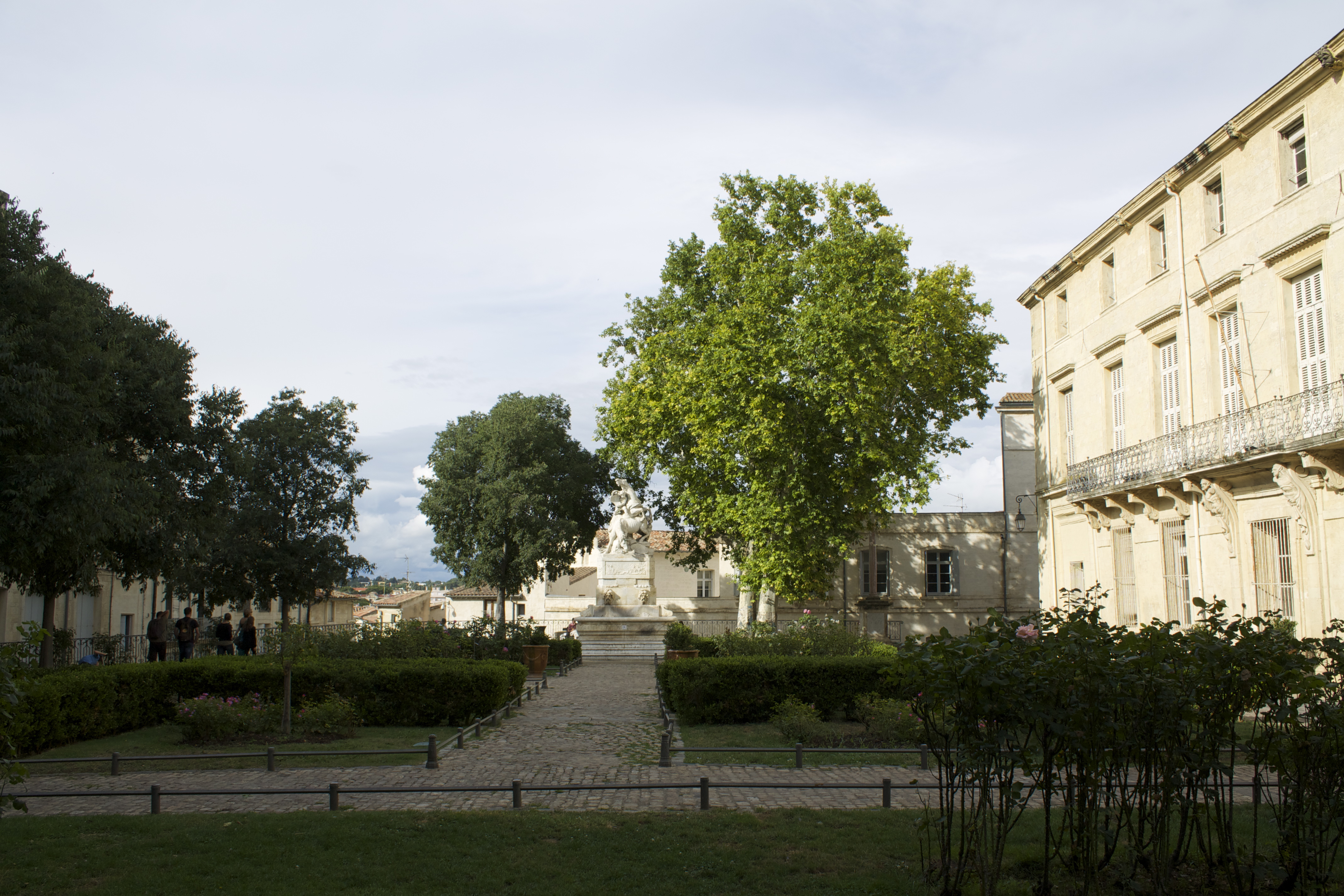
Place de la Canourgue